# 心叶兔儿风
心叶兔儿风（学名：Ainsliaea bonatii）为菊科兔儿风属的植物，为中国的特有植物。分布于中国大陆的贵州、云南等地，生长于海拔1,200米至1,950米的地区，多生于山坡林下及荫湿的水沟边，目前尚未由人工引种栽培。

## 异名
- Ainsliaea bonatii Beauv. var. arachnoides Beauverd